# Houtknotszwam
De houtknotszwam (Xylaria polymorpha), ook wel dodemanshand of dodemansvingers genoemd, is een schimmel uit de stam der zakjeszwammen.

## Uiterlijke kenmerken
Het rechtopstaande, knotsvormige vruchtlichaam heeft een lengte van drie tot acht centimeter en een doorsnede van een tot drie centimeter. Door de donkerbruin tot zwarte kleur en de wratachtige structuur aan de bovenzijde vertoont het uiterlijke overeenkomsten met verbrand hout. De schimmel heeft zijn soortnaam polymorpha ('vele vormen') te danken aan het feit dat er veel afwijkende vruchtlichamen voorkomen, vaak met meerdere vertakkingen. Meestal komen vruchtlichamen groepsgewijs voor, hieraan dankt de soort zijn naam 'dodemanshand' of 'dodemansvingers'.
De zwarte steel is ruw of heeft fijne plooien. Het witte vlees is een steriel, rafelig en taai weefsel en heeft zwarte puntjes aan de rand; de perithecia.

## Voortplanting
De houtknotszwam is een eenjarige zwam. Hij plant zich voort door middel van sporen, die zich gedurende enkele maanden hebben ontwikkeld in de perithecia en de zwam vervolgens verlaten via de ostiolen, kleine poriën in de wand van het vruchtlichaam. De meeste andere zwammen ontwikkelen hun sporen aanmerkelijk sneller.

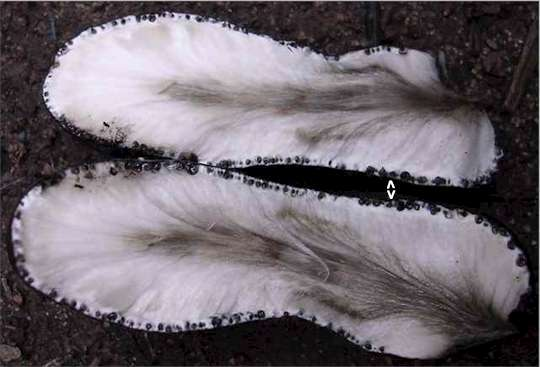
Doorsnede van het vruchtlichaam, met aan de rand de zwarte perithecia
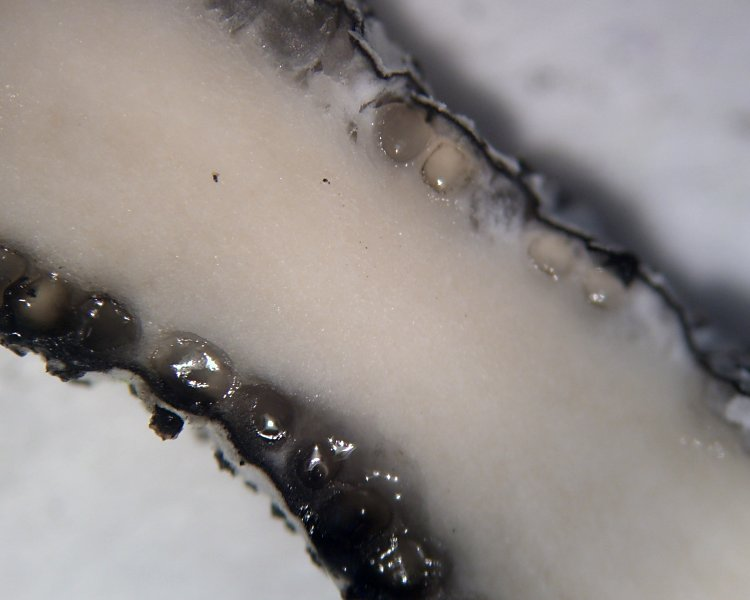
Detail perithecia
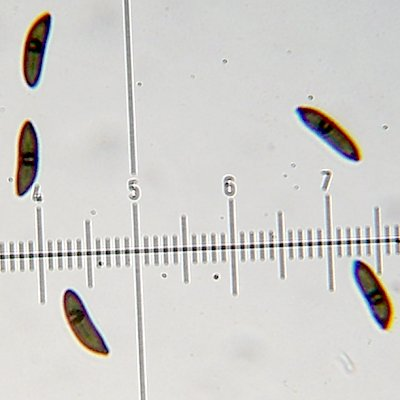
Sporen

In de lente produceert de zwam soms ongeslachtelijke sporen, conidiën geheten, die een witte of blauwachtige laag vormen op de oppervlakte van het vruchtlichaam.

## Verspreiding
De saprotrofe houtknotszwam is een algemene soort in Europese en Noord-Amerikaanse loofbossen. Hij is vaak te vinden aan de voet van rottende of beschadigde loofbomen, met name beuken en eiken. Ook komt hij voor in houtachtige struiken of kruidachtige stengels.
De houtknotszwam lijkt sterk op de esdoornhoutknotszwam (Xylaria longipes), maar deze groeit voornamelijk op de dode takken van esdoorns.